# Superbombolla

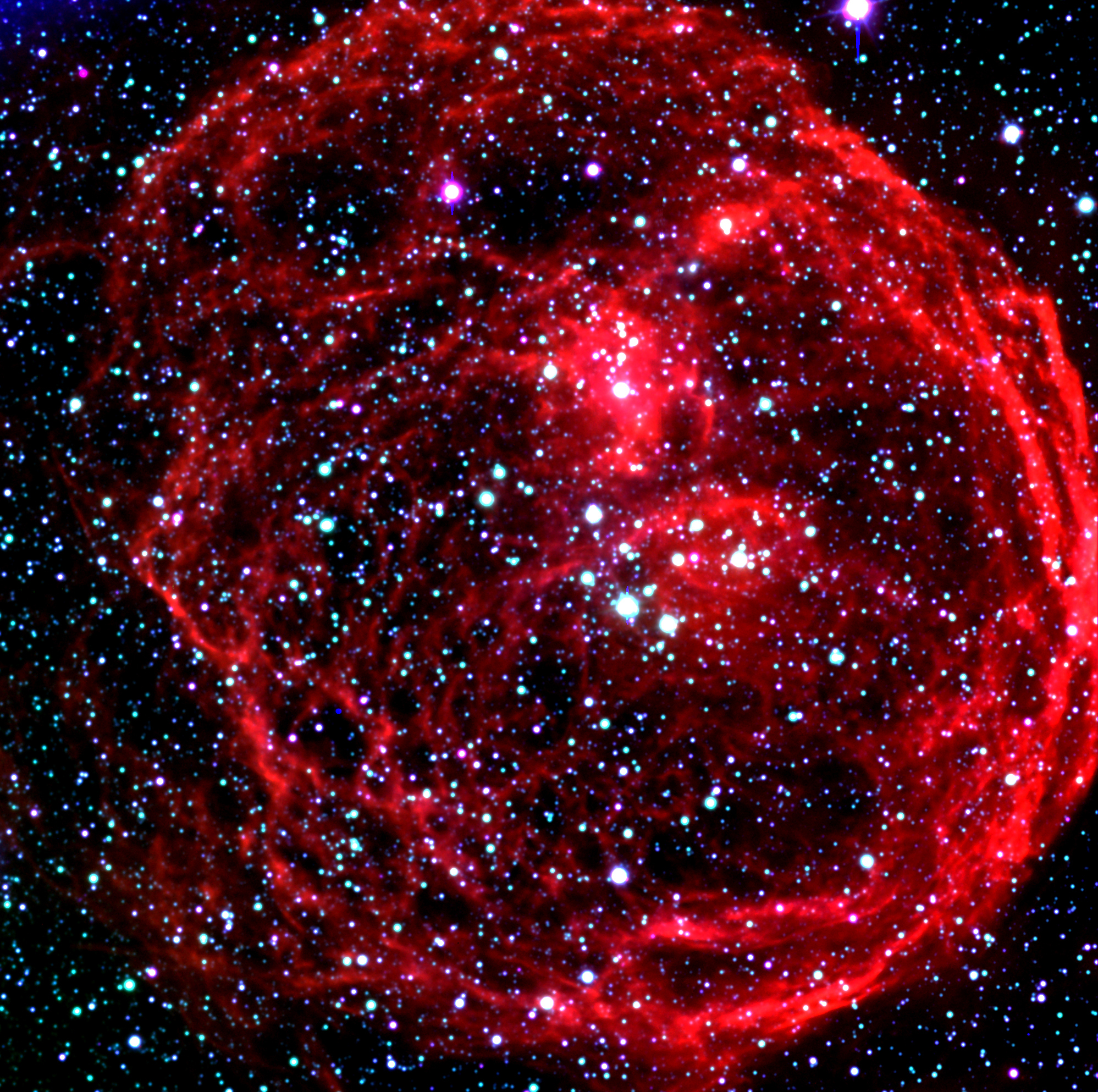
La superbombolla Henize 70, també coneguda com a N70 o DEM301, en el Gran Núvol de Magallanes.

Superbombolla és el terme astronòmic utilitzat per descriure una cavitat de centenars d'anys llum de diàmetre plena de gas de 10⁶ K bufat en el medi interestel·lar per les supernoves i els vents estel·lars múltiples. El sistema solar es troba a prop del centre d'una superbombolla vella, conegut com a Bombolla Local, els límits de la qual poden ser rastrejats per un augment sobtat de l'extinció per pols d'estrelles a distàncies superiors a uns pocs centenars d'anys llum.

## Formació
Les estrelles més massives, amb masses que van des de vuit a un centenar de masses solars i els tipus espectrals O i B es troben generalment en grups anomenats associacions OB. Les estrelles O massives tenen forts vents estel·lars, i totes aquestes estrelles exploten com a supernoves al final de la seva vida.
Els vents més forts estel·lars alliberen energia cinètica de 1051 ergs (1044 J), equivalent a una explosió de supernova. Aquests vents estel·lars poden bufar i beneficien la formació de bombolles de desenes d'anys llum. Les explosions de supernova, de manera similar, creen ones de xoc que poden arribar a grandàries encara més grans, amb velocitats d'expansió de fins a diversos centenars de km s-1.
Les estrelles en associacions OB no estan gravitacionalment unides, però només s'allunyen a velocitats de prop de 20 km s-1. Com a resultat, la majoria de les seves explosions de supernova es produeixen dins de la cavitat tallada per les bombolles de fort vent estel·lar. Mai es formen restes visibles d'una supernova, però, en comptes, dipositen eficientment la seva energia dins de l'interior calent com ones de so. Superbombolles prou grans poden bufar per complet a través del disc galàctic, alliberant la seva energia dins d'un envolvent halo galàctic o, fins i tot, en el medi intergalàctic
El gas interestel·lar escombrat per superbombolles generalment fredes, formen una capa densa al voltant de la cavitat. Aquests dipòsits es van observar per primera vegada en la línia d'emissió en vint-i-un centímetres des de l'hidrogen, el que porta a la formulació de la teoria de la formació de superbombolla. També es va observar de l'emissió de raigs X del seu interior calent, en la línia d'emissió òptica de les seves petxines ionitzades, i una contínua emissió de raigs infrarojos de la pols arrossegada per les seves petxines. Els raigs X i les emissions visibles s'observen típicament en les superbombolles més joves, mentre que els grans, els objectes més grans vist en vint centímetres, fins i tot poden resultar de la combinació de múltiples superbombolles, per la qual cosa de vegades es distingeix per anomenar-les superpetxines.

## Exemples de superbombolles
- Bombolla d'anticentre, una superbombolla una vegada anomenada «Rialletes»
- Henize 70[1]
- Bombolla local, que conté el Sistema solar.
- Anell de monogema[8]
- Superbombolla N44[9]
- Superbombolla d'Ofiuc[10][11]
- Superbombolla de la Constel·lació de l'Escut
- Superbombolla d'Orió-Eridà